# Passiflora sidifolia
Passiflora sidifolia är en passionsblomsväxtart som beskrevs av Max Joseph Roemer. Passiflora sidifolia ingår i släktet passionsblommor, och familjen passionsblomsväxter. Inga underarter finns listade i Catalogue of Life.